# Machaerium moritzianum
Machaerium moritzianum är en ärtväxtart som beskrevs av George Bentham. Machaerium moritzianum ingår i släktet Machaerium och familjen ärtväxter. Inga underarter finns listade i Catalogue of Life.